# ستيف والش
ستيف والش (بالإنجليزية: Steve Walsh) هو عازف لوحة المفاتيح وعازف بيانو ومغني أمريكي، ولد في 15 يونيو 1951 في سانت لويس في الولايات المتحدة.

## وصلات خارجية
- ستيف والش على موقع IMDb (الإنجليزية)
- ستيف والش على موقع ميوزك برينز (الإنجليزية)
- ستيف والش على موقع أول ميوزيك (الإنجليزية)
- ستيف والش على موقع ديسكوغز (الإنجليزية)